# Liste der Schweriner Bürgermeister
Bis 1919 gab es zwei Bürgermeister in Schwerin, so dass sich die Amtszeiten in jener Zeit überschneiden. Nach 1919 gab es nur noch ein Stadtoberhaupt, das seither den Titel Oberbürgermeister trägt. Seit 1990 gibt es außerdem einen Stadtpräsidenten.

## Bürgermeister von Schwerin seit 1800

### Zwei Bürgermeister
| - 1800–1843: Rudolf Christian Heinrich Kahle - 1843–1848: Ernst Julius Gottlieb Bernien - 1848–1858: Friedrich Strempel - 1858–1866: Karl Friedrich August Wilhelm Möller - 1866–1883: Carl Pohle - 1883–1911: Karl Tackert - 1911–1919: Karl Prehn | - 1803–1819: Johann Hermann Kuetemeyer - 1820–1833: Johann Gottlieb Büsing - 1832–1852: Theodor Floerke - 1852–1855: Johann Andreas Christian Kühm - 1855–1870: Karl Julius Gottfried Juhr - 1870–1879: Karl Christian Heinrich Westphal - 1879–1898: Heinrich Bade - 1898–1918: Max Burgmann - 1918–1926: Otto Weltzien, ab 1919 Oberbürgermeister |

### Oberbürgermeister
| Von           | Bis           | Name                                                           | Partei     |
| ------------- | ------------- | -------------------------------------------------------------- | ---------- |
| 1919          | 30. Juni 1926 | Otto Weltzien                                                  |            |
| 1. Juli 1926  | 30. Apr. 1933 | Joachim Saschenbrecker                                         |            |
| 9. Mai 1933   | 27. Apr. 1937 | Ernst Wempe                                                    | NSDAP      |
| 27. Apr. 1937 | Juli 1940     | Wilhelm Timmermann                                             | NSDAP      |
| Aug. 1940     | 25. Mai 1942  | Ernst Barten (kommissarische Leitung der Verwaltung)           | NSDAP      |
| 26. Mai 1942  | 11. Mai 1945  | Richard Crull                                                  | NSDAP      |
| 12. Mai 1945  | 24. Mai 1945  | Jürgen Berlin                                                  | NSDAP      |
| 24. Mai 1945  | 6. Aug. 1945  | Heinz Maus                                                     | später LDP |
| 6. Aug. 1945  | 30. Nov. 1945 | Erich Wiesner                                                  | KPD        |
| 1. Dez. 1945  | 31. Dez. 1949 | Christoph Seitz                                                | KPD, SED   |
| 1. Jan. 1950  | 24. Okt. 1953 | Johanna Blecha                                                 | SED        |
| 24. Okt. 1953 | 28. Sep. 1961 | Gustav Schwantz                                                | SED        |
| 28. Sep. 1961 | 20. März 1969 | Günther Braun                                                  | SED        |
| 20. März 1969 | 22. Apr. 1971 | Franz Schönbeck                                                | SED        |
| 22. Apr. 1971 | 18. Apr. 1977 | Horst Pietsch                                                  | SED        |
| 9. Sep. 1977  | 23. Mai 1984  | Frank Grimm                                                    | SED        |
| 23. Mai 1984  | 25. Mai 1990  | Helmut Oder                                                    | SED        |
| 25. Mai 1990  | 2002          | Johannes Kwaschik                                              | SPD        |
| 23. Sep. 2002 | 30. Apr. 2008 | Norbert Claussen                                               | CDU        |
| 1. Mai 2008   | 31. Okt. 2008 | Wolfram Friedersdorff (geschäftsführend nach Abwahl Claussens) | Die Linke  |
| 1. Nov. 2008  | 31. Okt. 2016 | Angelika Gramkow                                               | Die Linke  |
| 1. Nov. 2016  |               | Rico Badenschier                                               | SPD        |

## Stadtpräsidenten
| Amtszeit    | Name (Partei)          |
| ----------- | ---------------------- |
| 1990 – 1995 | Wulf Lammert (SPD)     |
| 1995 – 1999 | Heidrun Bluhm (PDS)    |
| 1999 – 2007 | Armin Jäger (CDU)      |
| 2007        | Andreas Lange (CDU)    |
| 2008 – 2019 | Stephan Nolte (CDU)    |
| seit 2019   | Sebastian Ehlers (CDU) |